# 必殺仕掛人
『必殺仕掛人』（ひっさつしかけにん）は1972年9月2日から1973年4月14日まで毎週土曜日22:00 - 22:56に朝日放送と松竹（京都映画撮影所、現・松竹撮影所）が共同製作、TBSテレビ系（現在とネットワーク編成が異なる）で放送された時代劇。全33話。主演は林与一、緒形拳。
必殺シリーズの第1作である。

## 概要
人足口入稼業の音羽屋半右衛門を元締に浪人の西村左内、鍼医者の藤枝梅安の仕掛人（殺し屋）グループが依頼者から金銭を貰い、悪人を抹殺して晴らせぬ恨みを晴らす。
池波正太郎の連作小説『仕掛人・藤枝梅安』とその基になった短編『殺しの掟』を原作としている。『仕掛人』放送当時は連載が始まったばかりで、放送と並行して原作が書かれるという一種のメディアミックスの様相を呈していた。そのため、本作は『仕掛人』とは異なる部分が多く、原作の主要人物である彦次郎と小杉十五郎は登場せず、『掟』の登場人物の西村左内、音羽屋半右衛門、岬の千蔵に藤枝梅安という布陣になっている。ドラマの人気を受けて、音羽屋半右衛門が『仕掛人』にレギュラー登場するという逆転現象が起きた。
当時のテレビ時代劇『木枯し紋次郎』（フジテレビ）に対抗する為に、それまでにない新しい時代劇を意図して制作、金を貰って悪人を抹殺する者たちを主人公とした。これらの取り組みは視聴者に受け入れられ、以後は『必殺シリーズ』として継続した。

## 製作背景
本作の放送前は『木枯し紋次郎』が躍進しており、朝日放送は対抗策として、人気時代劇『鬼平犯科帳』の原作者の池波正太郎作品を原作とする番組企画を立てた。これは池波の短編『殺しの掟』『おんなごろし』を基に闇の殺し屋たちを主役とした時代劇ドラマであった。
当時のテレビ時代劇は勧善懲悪が基本で、金を貰って悪人を殺す殺し屋が主人公という設定は異例であった。原作は、この時点ではパイロット版に近く、作品としての『仕掛人・藤枝梅安』は確固としたものでは無かった。原作は『仕掛人・藤枝梅安』としつつも登場人物は『殺しの掟』がベースとなり、『掟』の登場人物の西村左内、音羽の半右衛門、岬の千蔵に連載が始まったばかりの『仕掛人』から主人公の藤枝梅安を加えた構成となっている。このため、梅安を演じた緒形拳ではなく、左内を演じた林与一が主演となった。
制作会社は当時の時代劇製作の主導的立場にあり、朝日放送と縁の深かった東映と現代劇やホームドラマを数多く製作、時代劇の経験が皆無に等しい松竹に企画書を送り、コンペが開かれた。実際のプレゼンテーションでは手馴れていた東映に対して、松竹はテレビ部の一名しか来ないという有様であったが、山内は松竹を推して、最終的に松竹に任せることが決まった。山内は型に嵌った時代劇になるのを嫌い、現代劇やホームドラマの要素を取り入れた新しい時代劇を構想しており、松竹に最初から任せるつもりでいた。コンペ前日に山内は松竹のスタッフと会談して、制作意図を予め伝えていた。制作会議では「今までの時代劇と違う、現代的な感覚の作風とそれに合う音楽」「映画風の重みのある作劇」を『木枯らし紋次郎』への対坑策として打ち出すことが決まった。
第1、2話の監督は山内の意向で、後に『仁義なき戦い』のヒットで有名となるが当時は社内で冷遇されていた東映の深作欣二が起用された。深作は妻で女優の中原早苗が山内がプロデューサーを務めたテレビドラマ『お荷物小荷物』に出演した縁で彼と交流があった。本作では後に深作作品の代名詞となった手持ちカメラの多用などの撮影手法が見られる。深作は撮影開始前にカメラ テストを行い、撮影対象全体に光が当たる物と陰影を際立たせた物の二通りのライティングを提示して比較したが石原興カメラマンの「闇が撮りたい」の意見が決め手となり、陰影を強調した撮影手法を採用した。
当時のテレビ時代劇は東映の得意とする所で京都映画はそれに及ばず、全体に光を当てるとセットやメイク技術の甘さという弱点を露呈してしまうことになるため、影を利用して奥行きを出すという苦肉の策を採らざるを得なかったともされる。結果的に、陰影を強調した撮影が功を奏して、後の必殺シリーズに引き継がれ、代名詞となった。
撮影の石原らはセルジオ・コルブッチ監督フランコ・ネロ主演の続・荒野の用心棒を、本作の画面作りの手本としたという。
音楽は『紋次郎』のフォークに対して、歌謡曲の平尾昌晃を起用した。平尾はギター、カスタネット、ブラス等による劇伴を製作、マカロニ・ウェスタン調の主題歌『荒野の果てに』を書いた。
キャスティングは前述の理由から、当時のホームドラマで活躍していた俳優が検討された。当初案では西村左内はホームドラマで活躍していた竹脇無我、藤枝梅安は新国劇で活躍、当時の映画、テレビドラマに多数出演して人気の高い緒形拳、音羽屋半右衛門はホームドラマの父親役で人気が高かった山村聡であった。左内は竹脇が断ったために剣戟俳優の林与一が起用された。これらの草案（竹脇、緒形、山村）はコンペの前から、山内と松竹で既に決められていた。
『紋次郎』の中村敦夫が撮影中の事故で一時離脱したタイミングを見計らい、放送時間は『紋次郎』の30分前の22時開始にするなどの策が練られた。第1話の完成後にキー局のTBSテレビが放送反対を表明するなどの問題に見舞われるが放送開始にこぎつけた。
革新的な作風の『必殺仕掛人』は当初の予想に反して、大きな支持を得て高視聴率を記録した。当時のTBSテレビ系列は『8時だョ!全員集合』『キイハンター』と土曜夜のゴールデンタイムが人気を得ていたが土曜22時の本作で、それを確固たるものとした。先述の様に『紋次郎』の中村のアクシデントも追い風となった結果、視聴率を上回り、2クールの放送予定が2か月延長され、好評のうちに終了した。2月終わりが4月終わりに延長したことに伴い、最終回で本来予定していた雪が降る中のラストシーンが撮れなくなったという。　
本作は『必殺シリーズ』の魁となり、放送終了後には映画が3本作られ、2作目の『必殺仕掛人 梅安蟻地獄』は小杉十五郎が登場、林与一が演じている。詳しくは必殺仕掛人 (映画)を参照。

## 登場人物

### 仕掛人
藤枝梅安
演 - 緒形拳
表向きは腕のいい鍼医者として、裏では仕掛人として有名な男。音羽屋以外の元締の依頼を受けて仕掛けを行っている。西村夫妻からは「梅安殿」と呼ばれる。
『仕掛人・藤枝梅安』の主人公で基本的な設定は踏襲されているが、原作よりも欲望に忠実で明朗快活な人物として描かれる。社会の構造を熟知しており、義憤にかられ、物事の全貌を見誤りやすい左内に忠告をすることが多い。
仕掛人としての腕は一流で、プライドが高い。自分の鍼で相手を仕留めることにこだわりを持ち、他の得物を使うことを嫌う。
西村左内
演 - 林与一
妻子持ちの浪人。辻斬りで生計を立てていたが第1話で音羽屋に剣の腕を買われ、仕掛人となる。
真面目な性格で、家族を第一に考えている。気負ったところがなく、普段は音羽屋の誘いで始めた釣りをしていることが多い。元々は横暴な上役を斬ったことが脱藩した理由であり、自分の生き方に悩むことが多く、情に厚い。それが例え標的であっても理想に燃える人物には感化されてしまう。
仕掛人稼業で得た報酬は必要な分を除き、音羽屋の妻のおくらに全て預けている。妻子には剣術道場の師範代をしていると偽っている。
『殺しの掟』の登場人物で、原作では50代で半右衛門とは14年近い付き合いではあるがそれを除けば、オリジナル通りのキャラクターである。
岬の千蔵
演 - 津坂匡章
半右衛門の配下で、仕掛人の密偵。
お調子者で女好きの男。梅安とは馬が合い、行動を共にすることが多い。かつては盗賊だったらしく、密偵としては優秀で屋根裏に忍び込んだり、伝馬町の牢破りを行う。ただし血を見るのが嫌いな為、仕掛人にはならず、殺しは行わない。一度、拷問に掛けられて命を落としたが梅安の鍼によって蘇生した。
『殺しの掟』の登場人物だが、ほぼオリジナル通りのキャラクターである。
演じた津坂は以後も「おひろめの半次」「油紙の利吉」として、同じような役柄を演じた。
櫓の万吉
演 - 太田博之
半右衛門の配下で、仕掛人の密偵。
真面目な性格の青年で、左内への連絡係として登場することが多い。千蔵の弟分として様々な任務をこなす。行動派ではあるが失敗することが稀にある。
音羽屋半右衛門
演 - 山村聡
表稼業は口入屋 、裏稼業は仕掛人の元締をしている男。
人当たりのいい初老の人物で面倒見が良く、様々な人々から信頼されている。かつては自身も仕掛人であったが失敗により、遠島にされた過去がある。裏稼業の元締として「世のため人のためにならない奴だけを殺す」という強い信念を持ち、梅安と左内から信頼されている。
相手が大物でも自分の信念は曲げず、大胆不敵な行動を取ることがある。裏の仕事で得た多額の報酬は社会の役に立つ人々に寄付している為、手元には殆ど残らない。
基本的に殺しは行わないが、かつては仕掛人だったこともあり、仕込み竿を持っている。第1話など、稀に殺しを行うこともあり、腕っ節は強い。
原作では、『殺しの掟』などに登場する香具師の元締で、「音羽の半右衛門」として登場する。元々『仕掛人・藤枝梅安』の登場人物では無く、何人かいる元締の一人としての登場であったが後に本作の人気を受けて、レギュラーとなった。

### 仕掛人の関係者
おくら
演 - 中村玉緒
半右衛門の妻。
半右衛門と同様、島帰りの身で裏稼業に直接関わることは少ないが仕掛人のことは知っている。原作でも「音羽の半右衛門」の妻として登場し、音羽で料理茶屋を営んでいる。
原作では体が大きい太めの女性で気が強く、半右衛門を抱えるほどの力があるが本編では美女として描かれている為、与力に手篭めにされた過去を持つ。
西村美代
演 - 松本留美
左内の妻。
良妻で、半右衛門 夫妻や梅安とも付き合いがある。
最終話で、左内が実際には道場の師範代をしていないことに気付いていたことを明かす。その際に左内の裏稼業を知らされるが夫と共に江戸を旅立つ。
西村彦次郎
演 - 岡本健
左内の息子。
おぎん
演 - 野川由美子
第1話の標的　辰巳屋の妾。梅安は仕掛けの為に彼女に近付くが仕掛けた後も関係を持ち続ける。
辰巳屋亡き後は小料理屋で芸者として働く。
第24話で仕掛人の存在を知り、一儲けするために自称　仕掛人となる。しかし梅安が仕掛人であることを知ったため、梅安の鍼で記憶を消される。以後は登場しない。
ナレーション
オープニング、エンディング(第2、33話) - 睦五郎
作 -  早坂暁
ナレーションのセリフはオープニング、エンディング共通。第9話は冒頭の口調が異なる別テイクを使用した。

### ゲスト
第1話 「仕掛けて仕損じなし」
- 伊勢屋勝五郎 - 浜田寅彦
- 辰巳屋 - 富田仲次郎
- 金蔵 - 梅津栄
- 初 - 西山恵子
- 大岩 - 高品格
- 作事奉行 伴野河内守 - 室田日出男
- 大岩の子分 - 岩尾正隆

第2話 「暗闘仕掛人殺し」
- おれん - 白木万理
- 小野寺源十郎 - 遠藤辰雄
- 老僧 - 美川陽一郎
- 仁三郎 - 木村元
- 半次郎 - 伊吹新吾
- 初 - 西山恵子（2回目）

第3話 「仕掛られた仕掛人」
- 武士 田所 - 茶川一郎
- 辻屋久兵衛 - 十朱久雄
- 駒木野の安蔵 - 大塚吾郎
- 照 - 弓恵子
- 御座松の孫八 - 小池朝雄

第4話 「殺しの掟」
- 松永彦七郎 - 亀石征一郎
- 芸者 小えん - 川崎あかね
- 中根元十郎 - 大友柳太朗
- 玄竹 - 寺島雄作
- 原田友次郎 - 和田正信
- 矢野 - 黛康太郎
- みね - 堀幸子
- 兵馬 - 出水憲司　
- 左内の少年時代 - 今田義行
- 山形屋徳兵衛 - 金田龍之介
- 金子安斎 - 河津清三郎

第5話 「女の恨みはらします」
- 大井与太夫 - 草薙幸次郎
- 下っ引き 権三 - 宮口二朗
- 仙太郎 - 笠原明
- 仙右衛門 - 郡司良
- 清吉 - 島米八
- 多助 - 大橋壮多

第6話 「消す顔消される顔」
- 直吉 - 石山律
- 妙 - 田代千鶴子
- 音次郎 - 西沢利明
- 女殺し屋 - キャッシー
- 文殊屋多左衛門 - 三國連太郎（特別出演）

第7話 「ひとでなし消します」
- 魚の目の忠太郎 - マイク真木
- お比 - 河村有紀
- 利助 - 明石潮
- 長崎屋徳兵衛 - 永野達雄
- 岩井 - 浜伸二
- 佐川 - 五味龍太郎
- 伊庭頼之丞 - 中尾彬

第8話 「過去に追われる仕掛人」
- 平山重次郎 - 伊達三郎
- 羽沢の嘉平 - 永田光男
- 用人 高山 - 鈴木金哉
- 松岡弥太郎 - 東野孝彦
- 矢部主膳 - 戸浦六宏

第9話 「地獄極楽紙ひとえ」
- 桜田嶺之進 - 剣持伴紀
- 千代 - 笹原玲子
- 折助 三次 - 江波多寛児
- 住職 - 小堀明男
- 定春 - 岩田正
- 門番 五郎八 - 笹五郎
- 伊皿子日乗 - 神田隆

第10話 「命売りますもらいます」
- おりん - 日高なみ
- 吉太郎 - 岡本崇
- およね - 香月京子
- 巳之吉 - 唐沢民賢
- 竜吉 - 北竜二
- 茂吉 - 志馬啄也
- 伊助 - 園井啓介

第11話 「大奥女中殺し」
- おゆき - 国景子
- 長吉 - 藤尾純
- 伊賀者 尾瀬 - 伊吹新吾
- 音吉 - 園田裕久
- おこん - 宮前ゆかり　
- おみの - 丘夏子
- 浦尾 - 磯村みどり

第12話 「秋風二人旅」
- 彦造 - 小林昭二
- 白子屋菊右衛門 - 原健策
- おひろ - 芦沢孝子
- 崎 - 近江輝子
- 貞 - 小柳圭子
- 浪人 半田 - 伴勇太郎
- 峯山又十郎 / 井坂惣市（二役） - 天知茂

第13話 「汚れた二人の顔役」
- 貞次郎 - 酒井修
- 追分の千太郎 - 堀勝之祐
- 田町の佐七 - 千葉敏郎
- 千代の利平 - 浜田雄史
- 唐津屋伝兵衛 - 市川男女之助
- 用心棒 - 山本一郎
- お勇 - 山口朱美
- 角筈の重五郎 - 内田朝雄
- 一つ木の政蔵 - 安部徹
- 志乃 - 尾崎奈々

第14話 「掟を破った仕掛人」
- 伝次 - 梅野泰靖
- 道庵 - 伊藤孝雄
- 井島玄斎 - 下條正巳
- 村野庄兵衛 - 小坂一也
- 門番 - 徳田実　
- 侍 - 滝譲二

第15話 「人殺し人助け」
- 同心 畑中孫三郎 - 寺島達夫
- 堅川の寅 - 田端猛雄
- 小夜 - 渚まゆみ
- 八重 - 赤座美代子
- 伊勢屋卯左衛門 - 阿木五郎
- むささびの安 - 松田明　
- 国太郎 - 中村豊　
- 岡っ引 喜八 - 遠山二郎　
- 下っ引 専太 - 樋口史昭　
- 与力 - 邦保
- 鳥越の松十郎 - 津川雅彦

第16話 「命かけて訴えます」
- 花里 - 左時枝
- 甚八 - 林ゆたか
- 清 - 志乃原良子
- 侍 松井 - 出水憲司（2回目）
- 米吉 - 古川ロック
- 大庄屋 - 日高久
- 弥んぞ(弥造) - 松橋登
- いね - 梓英子

第17話 「花の吉原地獄の手形」
- 総吉 - 住吉正博
- 玉菊 - 八木孝子
- 斧吉 - 大村文武
- 深尾金太夫 - 西山辰夫
- 牛太郎 - 森章二
- 大庄屋庄右衛門 - 加藤嘉

第18話 「夢を買います恨みも買います」
- 鉄幹 - 守田学哉
- 沖野 - 玉生司郎
- 多田 - 黛康太郎（2回目）
- ゆき - 酒井靖乃
- よし - 藤田恵美子
- 読み上げ役 - 吉田良全
- 読み上げ役 - 松尾勝人
- 侍 - 白井靖
- 武宮源之丞 - 近藤正臣

第19話 「理想に仕掛けろ」
- 庄屋万之助 - 片山明彦
- 大塚播磨 - 村上冬樹
- 磯崎軍次郎 - 小林勝彦
- 浪士 水上 - 勝部演之
- 浪士 石田 - 田畑猛雄（2回目）
- 万五郎 - 大橋壮多（2回目）
- 玄斎 - 柳川清
- 松平備前守 - 志摩靖彦
- 隊士 - 伊吹新吾（2回目）
- 風見鳴枝 - 珠めぐみ
- 清沢正堂 - 佐藤慶

第20話 「ゆすりたかり殺される」
- 清次郎 - 高田直久
- 一色主水 - 高野真二
- 仁助 - 玉川長太
- 但馬屋藤兵衛 - 石浜祐次郎　
- 侍 大村 - 中林章　
- さと - 島村昌子
- 芸者 芳吉 - 時美沙　
- 利根屋政五郎 - 湊俊一　
- 刀剣屋 - 原聖四郎
- 一色太七郎 - 松山省二

第21話 「地獄花」
- 神谷しず - 金井由美
- 越後屋伝七 - 浮田左武郎
- 永井監物 - 外山高士
- 大滝伝八郎 - 波田久夫
- 岡っ引き 文造 - 重久剛　
- 長屋の女 - 木下サヨ子
- 長屋の女 - 太田優子　
- 番頭 - 戸板幸男　
- 役人 - 三木昭八郎　
- 仁助 - 小泉一郎
- 神谷兵十郎 - 田村高廣

第22話 「大荷物小荷物仕掛の手伝い」
- 由布 - 小谷野美智子
- 日朝 - 如月寛多
- 倉持甚十郎 - 浜田晃
- 唐津屋伝兵衛 - 池田忠夫
- 寺侍 - 安藤仁一郎　
- 手代 忠助 - 平井武
- 番頭 - 戸板幸男　
- 小僧 - 島岡安芸和　
- 年増女 - 大滝英淆子
- カニの七兵衛 - 藤原釜足

第23話 「おんな殺し」
- 板前の新八 - 天田俊明
- 鳥屋善四郎 - 木田三千雄
- 仲居 おもと - 野口ふみえ
- 娘 お幾 - 三宅裕子　
- 佐助 - 伝法三千雄　
- 赤大黒の市兵衛 - 芦田鉄雄　
- お志津 - 山口真代　
- 遊び人 - 西崎健
- 遊び人 - 和田文雄　
- 梅安の父親 - 森秀人　
- 梅安の子供時代 - 池山心　
- 美乃の子供時代 - 渡辺百合　
- 美乃 / 梅安の母親（二役） - 加賀まりこ

第24話 「士農工商大仕掛け」
- おりく - 雪代敬子
- 田島新兵衛 - 堺左千夫
- 井筒屋治兵衛 - 梅津栄（2回目）
- 雲覚 - 小堀明男（2回目）
- 大塚春仙 - 木村元（2回目）
- 大工 留吉 - 神戸瓢介
- 百姓 次郎左衛門 - 北見唯一
- 南部源之助 - 北原将光
- 茶屋のおかみ - 近江輝子

第25話 「仇討ちます討たせます」
- 新之助 - 青山良彦
- お雪 - 二本柳敏恵
- 勝俣主膳 - 有馬昌彦
- 初老の侍 - 千葉保　
- おせん - 木下サヨ子
- 市助 - 御木本伸介

第26話 「沙汰なしに沙汰あり」
- 加東余五郎 - 平井昌一
- 里枝 - 青柳三枝子
- 石屋儀右衛門 - 伊達三郎（2回目）
- 又七 - 江角英明
- 加賀屋伝兵衛 - 西山辰夫（2回目）
- 鳥居主水 - 北村大蔵
- 正五郎 - 原万年
- 奈加 - 山口朱美（2回目）
- 遠藤忠晴 - 柳沢真一

第27話 「横をむいた仕掛人」
- 谷田 - 穂積隆信
- 相生屋 - 神田隆
- ロドリコ神父 - 大月ウルフ
- おしの - 本田みちこ
- 町田屋伊兵衛 - 石浜祐次郎（2回目）
- 吾作 - 南部彰三
- 旅人 - 北京一、北京二　
- 竹造 - 河原崎長一郎

第28話 「地獄へ送れ狂った血」
- 石川友五郎 - 島田順司
- 嶋田大学 - 城所英夫
- 田中屋久兵衛 - 野口元夫
- 三沢当右衛門 - 沢村昌之助
- 三沢千代 - 神鳥ひろ子
- 和尚 - 守田学哉
- 源次郎 - 林隆三

第29話 「罠に仕掛ける」
- おせい - 榊原るみ
- 猪之吉 - 石川博
- 矢崎源之助 - 田口計
- 山城屋伝兵衛 - 加賀邦男
- おこま - 加賀ちか子
- 留五郎 - 松本敏男
- 同心 倉林 - 森章二（2回目）
- 伊兵衛 - 市川男女之助（2回目）

第30話 「仕掛けに来た死んだ男」
- 四ツ玉の勘次 - 米倉斉加年
- 船山青玄 - 水谷貞雄
- トド松 - 石堂淑朗
- おせつ - 山口朱美（3回目）
- 神谷兵十郎 - 田村高廣（2回目）

第31話 「嘘の仕掛けに仕掛けの誠」
- おとせ - 万里昌代
- 清七 - 小島三児
- おせん - 水原英子
- 常陸屋 - 阿木五郎
- 伊之助 / 丸幸定吉（二役） - 井上孝雄

第32話 「正義にからまれた仕掛人」
- 岡島久兵衛 - 伊藤雄之助
- 沢井菊次郎 - 嵐圭史
- 小萩 - 佐々木愛
- 植村雄之進 - 若林幾夫
- 登世 - 和田幾子
- 用人 - 北相馬宏

第33話 「仕掛人掟に挑戦！」
- 山根左馬之介 - 新田昌玄
- 治三郎 - 浜田寅彦（2回目）
- おまき - 直木晶子
- お勝 - 浦里はるみ
- 牢番 与平 - 永田光男（2回目）
- 駒込の音蔵 - 三津田健

## 殺し技
西村左内
剣の達人で、悪人を大刀で斬り倒す。仕掛ける前は精神を落ち着かせるために笹笛を吹き、「仕掛人 西村左内」と名乗りを自ら上げる。
第17話では刀が使えず、三味線の撥で悪人の首筋を斬った。これは後に『暗闇仕留人』の糸井貢を始め、幾人もの登場人物の殺し技として定着した。
第19話では火箸で、悪人の喉を突き刺している。
藤枝梅安
施術用の鍼よりも大きな針で、悪人の首筋や眉間を刺す。
第15話では鍼道具一式を奪われ、夜店で買った風車の心棒で悪人の首筋を刺した。
第5話では千蔵と協力して濡らした紙を悪人の顔面に貼り付けて窒息死させた。第19話では浪人に変装して、左内から預かった大刀で悪人を斬り倒した。第24話では悪人との揉み合いで針を刺せず奪った刀で倒した。この時は針の代わりとして、簪を使っている。
時には鍼で相手の記憶を消したり（第24話）、悪人に責め殺された千蔵を蘇生させた（第30話）。
音羽屋半右衛門
自分で直接、悪人に手を下すことは少ないが仕掛人時代の武器の短刀、針を仕込んだ煙管（第14話）、釣竿の柄の仕込み匕首（第5、14話）、護身用の短筒（第33話）を使用して仕掛を行った。

## スタッフ
- 制作 - 山内久司、仲川利久（朝日放送）、櫻井洋三（松竹）
- 脚本 - 放送日程参照
- 音楽 - 平尾昌晃、渡辺音楽出版（第1話）
- 監督 - 放送日程参照
- 制作協力 - 京都映画撮影所（現・松竹撮影所）、劇団新国劇（第6話）
- 制作 - 朝日放送、松竹

## 主題歌
- 山下雄三「荒野の果てに」（ミノルフォンレコード（現・徳間ジャパンコミュニケーションズ[23]））
作詞：山口あかり、作曲：平尾昌晃、編曲：竜崎孝路
第1 - 5話まではインストゥルメンタルが用いられており、山下の歌が入ったのは6話以降である。このインストゥルメンタル版の他に、トランペットのファンファーレで始まる版がある。このファンファーレは「必殺!」として、以後のシリーズで何度も用いられ、シリーズ全体のテーマとして扱われている（詳しくは当該項目を参照）。
本作でも「必殺!」以外にもアレンジされたBGMがいくつか用いられている[24]。先に「仕掛人梅安」と「必殺!」が製作され、この2曲を元に「荒野の果てに」が製作された。

## 放送日程
- 第2、3、4、12、23、28話は原作付きエピソード[25]。
- 第1話は冒頭のシーンのみ、原作からの引用。

| 話数   | 放送日         | サブタイトル               | 脚本                | 監督     |
| ------ | -------------- | -------------------------- | ------------------- | -------- |
| 第1話  | 1972年9月2日   | 仕掛けて仕損じなし         | 池上金男            | 深作欣二 |
| 第2話  | 1972年9月9日   | 暗闘仕掛人殺し             | 國弘威雄            | 深作欣二 |
| 第3話  | 1972年9月16日  | 仕掛られた仕掛人           | 安倍徹郎            | 三隅研次 |
| 第4話  | 1972年9月23日  | 殺しの掟                   | 池上金男            | 三隅研次 |
| 第5話  | 1972年9月30日  | 女の恨みはらします         | 池上金男            | 大熊邦也 |
| 第6話  | 1972年10月7日  | 消す顔消される顔           | 山田隆之            | 松本明   |
| 第7話  | 1972年10月14日 | ひとでなし消します         | 山田隆之            | 松本明   |
| 第8話  | 1972年10月21日 | 過去に追われる仕掛人       | 安倍徹郎            | 大熊邦也 |
| 第9話  | 1972年10月28日 | 地獄極楽紙ひとえ           | 山田隆之            | 三隅研次 |
| 第10話 | 1972年11月4日  | 命売りますもらいます       | 國弘威雄            | 松野宏軌 |
| 第11話 | 1972年11月11日 | 大奥女中殺し               | 國弘威雄            | 松野宏軌 |
| 第12話 | 1972年11月18日 | 秋風二人旅                 | 安倍徹郎            | 三隅研次 |
| 第13話 | 1972年11月25日 | 汚れた二人の顔役           | 山田隆之            | 松野宏軌 |
| 第14話 | 1972年12月2日  | 掟を破った仕掛人           | 石堂淑朗            | 大熊邦也 |
| 第15話 | 1972年12月9日  | 人殺し人助け               | 山田隆之            | 松本明   |
| 第16話 | 1972年12月16日 | 命かけて訴えます           | 早坂暁              | 大熊邦也 |
| 第17話 | 1972年12月23日 | 花の吉原地獄の手形         | 松田司              | 松野宏軌 |
| 第18話 | 1972年12月30日 | 夢を買います恨みも買います | 國弘威雄            | 長谷和夫 |
| 第19話 | 1973年1月6日   | 理想に仕掛けろ             | 山田隆之            | 松本明   |
| 第20話 | 1973年1月13日  | ゆすりたかり殺される       | 安倍徹郎 山崎かず子 | 松野宏軌 |
| 第21話 | 1973年1月20日  | 地獄花                     | 安倍徹郎            | 三隅研次 |
| 第22話 | 1973年1月27日  | 大荷物小荷物仕掛の手伝い   | 本田英郎            | 長谷和夫 |
| 第23話 | 1973年2月3日   | おんな殺し                 | 山田隆之            | 松本明   |
| 第24話 | 1973年2月10日  | 士農工商大仕掛け           | 池田雄一            | 深作欣二 |
| 第25話 | 1973年2月17日  | 仇討ちます討たせます       | 國弘威雄 鈴木安     | 松野宏軌 |
| 第26話 | 1973年2月24日  | 沙汰なしに沙汰あり         | 本田英郎            | 長谷和夫 |
| 第27話 | 1973年3月3日   | 横をむいた仕掛人           | 石堂淑朗            | 大熊邦也 |
| 第28話 | 1973年3月10日  | 地獄へ送れ狂った血         | 安倍徹郎            | 松野宏軌 |
| 第29話 | 1973年3月17日  | 罠に仕掛ける               | 津田幸夫            | 長谷和夫 |
| 第30話 | 1973年3月24日  | 仕掛けに来た死んだ男       | 早坂暁              | 大熊邦也 |
| 第31話 | 1973年3月31日  | 嘘の仕掛けに仕掛けの誠     | 國弘威雄 鈴木安     | 長谷和夫 |
| 第32話 | 1973年4月7日   | 正義にからまれた仕掛人     | 山田隆之            | 松本明   |
| 第33話 | 1973年4月14日  | 仕掛人掟に挑戦!            | 國弘威雄            | 三隅研次 |

## 放送自粛エピソードについて
『必殺仕掛人』では下記5作品が放送自粛により、再放送を見合わせられることが多い。
第4話「殺しの掟」
西村左内が登場した、同名の原作をベースにした作品。再放送では長らく自粛されていたが、その内容については明確にされていなかった。DVD『必殺仕掛人』上巻ブックレットには、この直前にテレビ放送されていた『鬼平犯科帳（俗にいう白鸚版）』で、当該エピソードが既に使用されており二重使用を考慮して自粛した旨が記載されている。なお前記されたように必殺仕掛人の原作は殺しの掟であり、むしろ鬼平犯科帳での殺しの掟が作品の流用であるため、以後の鬼平犯科帳では中村吉右衛門版も含めて当該エピソードは制作されていない。2015年1月26日、2018年3月15日のテレ玉での再放送では放送禁止用語を音消し対応した上で放送されたが、サブタイトルの「殺しの掟」表示はカットされていた。2024年5月10日のテレ玉の再放送ではサブタイトルも含めて放送された。
第5話「女の恨みはらします」
女性が男達に乱暴されて気がふれてしまうという内容があるため。2015年1月27日、2018年3月16日のテレ玉での再放送では自粛されたが、2024年5月13日のテレ玉の再放送では放送禁止用語を音消し対応した上で放送された。
第21話「地獄花」
本作も放送自粛作品として、再放送では長らく日の目を見なかったエピソード。オー・ヘンリー『賢者の贈り物』をベースにした、テレビオリジナルのストーリー。再放送が自粛されてきた理由について、DVD『必殺仕掛人』中巻ブックレットでは「最後に妻を斬った、本作のゲストキャラクター・神谷兵十郎の理由に対するフォローがないから」という旨の説明がなされている。2015年以降のテレ玉の再放送では放送されている。
第24話「士農工商大仕掛け」
「士農工商」が放送禁止用語に当たるため。2015年以降のテレ玉の再放送では放送されている。
第28話「地獄へ送れ狂った血」
原作のエピソード「梅安晦日蕎麦」の映像化であるが、闇に葬る城主の異常に残忍な性格を「遺伝（血筋）による精神障害」としているため、再放送の際に放送局によっては自主規制により、この回を放送しないことがある。
ただし、原作は現在も発売され（文庫版第1巻に収録）、本編はDVD『必殺仕掛人』BOX下巻、『必殺仕掛人』（単品）VOL.8に収録されており、特に封印されているというわけではない。2006年のテレ玉での再放送（6月15日）では放送されている一方、2007年のWOWOW、2012年、2015年、2018年、2021年、2024年のテレ玉での再放送、2016年のメ～テレでの放送では自粛された。2024年のBS松竹東急でも放送自粛。

## ネット局
系列は放送当時のもの。
| 放送対象地域           | 放送局              | 系列                           | 備考                                  |
| ---------------------- | ------------------- | ------------------------------ | ------------------------------------- |
| 近畿広域圏             | 朝日放送（ABC）     | TBS系列                        | 制作局                                |
| 関東広域圏             | 東京放送（TBS）     | TBS系列                        | [ 27 ]                                |
| 北海道                 | 北海道放送（HBC）   | TBS系列                        |                                       |
| 青森県                 | 青森テレビ（ATV）   | NET系列 TBS系列                | [ 28 ]                                |
| 岩手県                 | 岩手放送（IBC）     | TBS系列                        |                                       |
| 宮城県                 | 東北放送（TBC）     | TBS系列                        |                                       |
| 秋田県                 | 秋田放送（ABS）     | 日本テレビ系列                 |                                       |
| 山形県                 | 山形放送（YBC）     | 日本テレビ系列                 |                                       |
| 福島県                 | 福島テレビ（FTV）   | TBS系列 フジテレビ系列         |                                       |
| 山梨県                 | テレビ山梨（UTY）   | TBS系列                        |                                       |
| 新潟県                 | 新潟放送（BSN）     | TBS系列                        |                                       |
| 長野県                 | 信越放送（SBC）     | TBS系列                        |                                       |
| 静岡県                 | 静岡放送（SBS）     | TBS系列                        |                                       |
| 富山県                 | 富山テレビ（T34）   | フジテレビ系列                 |                                       |
| 石川県                 | 北陸放送（MRO）     | TBS系列                        |                                       |
| 福井県                 | 福井テレビ（FTB）   | フジテレビ系列                 |                                       |
| 中京広域圏             | 中部日本放送（CBC） | TBS系列                        |                                       |
| 島根県 →島根県・鳥取県 | 山陰放送（BSS）     | TBS系列                        | 第3話までの放送免許エリアは島根県のみ |
| 岡山県                 | 山陽放送（RSK）     | TBS系列                        | 当時放送免許エリアは岡山県のみ        |
| 広島県                 | 中国放送（RCC）     | TBS系列                        | [ 30 ]                                |
| 山口県                 | テレビ山口（TYS）   | TBS系列 フジテレビ系列 NET系列 |                                       |
| 徳島県                 | 四国放送（JRT）     | 日本テレビ系列                 |                                       |
| 愛媛県                 | 南海放送（RNB）     | 日本テレビ系列                 |                                       |
| 高知県                 | テレビ高知（KUTV）  | TBS系列                        |                                       |
| 福岡県                 | RKB毎日放送（RKB）  | TBS系列                        |                                       |
| 長崎県                 | 長崎放送（NBC）     | TBS系列                        |                                       |
| 熊本県                 | 熊本放送（RKK）     | TBS系列                        |                                       |
| 大分県                 | 大分放送（OBS）     | TBS系列                        |                                       |
| 宮崎県                 | 宮崎放送（MRT）     | TBS系列                        |                                       |
| 鹿児島県               | 南日本放送（MBC）   | TBS系列                        |                                       |
| 沖縄県                 | 琉球放送（RBC）     | TBS系列                        |                                       |

## 備考
映画秘宝（洋泉社）の深作欣二 追悼記事「秘宝読者が選ぶ好きな深作作品ベスト10」で『仁義なき戦い』などが読者アンケートでランクインした。渡哲也 主演の『仁義の墓場』が第1位に選ばれた同企画で、本作の第1話が深作が演出したテレビ時代劇では唯一のランクインとなった

## 前後番組
| 朝日放送制作・TBS系 土曜22時枠 【当番組より、必殺シリーズ】        | 朝日放送制作・TBS系 土曜22時枠 【当番組より、必殺シリーズ】 | 朝日放送制作・TBS系 土曜22時枠 【当番組より、必殺シリーズ】                       |
| 前番組                                                             | 番組名                                                      | 次番組                                                                            |
| ------------------------------------------------------------------ | ----------------------------------------------------------- | --------------------------------------------------------------------------------- |
| 君たちは魚だ （1972年4月22日 - 1972年8月19日）                     | 必殺仕掛人 （1972年9月2日 - 1973年4月14日）                 | 必殺仕置人 （1973年4月21日 - 1973年10月13日）                                     |
| TBSテレビ 土曜22:55 - 22:56枠 【当番組まで、ABC制作枠&全国ネット】 |                                                             |                                                                                   |
| 君たちは魚だ （22:00 - 22:56）                                     | 必殺仕掛人 （1972年9月内） 【1分縮小して継続】              | いでゆアラカルト （22:55 - 23:00） 【ここからTBSテレビ制作枠 および関東ローカル】 |